# Баку (аеропорт)
Бакинський міжнародний аеропорт імені Гейдара Алієва (азерб. Heydər Əliyev adına beynəlxalq hava limanı) — є одним з шести функціонуючих в Азербайджані міжнародних аеропортів. Раніше він називався "Міжнародним Аеропортом Біна" відповідно до назви населеного пункту. 
10 березня 2004 перейменований та названий на честь третього президента Азербайджанської Республіки, загальнонаціонального лідера Гейдара Алієва.
Аеропорт знаходиться в 20 кілометрах на північний схід від столиці Азербайджану Баку, з'єднаний з містом шосе. Аеропорт є центром для національного перевізника «Azerbaijan Airlines», а також для «Azal Avia Cargo», «Silk Way Airlines».

## Термінали

Зовнішній вигляд терміналу 1

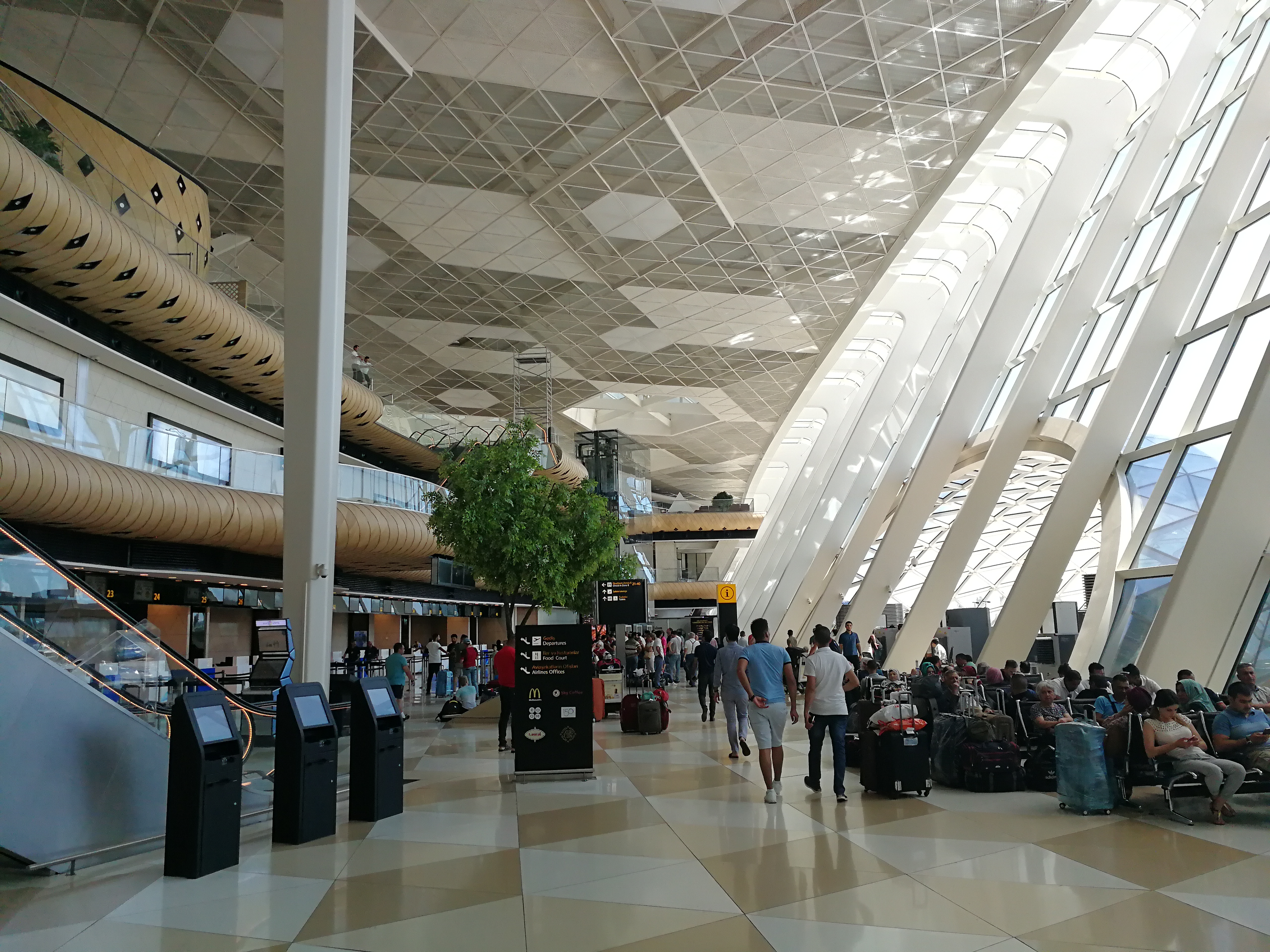
Інтер'єр терміналу 1

Аеропорт складається з двох пасажирських терміналів, Термінал 1 є новішим, і двох вантажних терміналів.

### Термінал 1
Термінал 1 був введений в експлуатацію в квітні 2014 року. Його загальна площа становить 65 000 квадратних метрів. Термінал розрахований на 6 мільйонів пасажирів на рік. Зараз він обслуговує до 3 мільйонів пасажирів щорічно. Загальна площа паркування становить 20 000 квадратних метрів (220 000 квадратних футів) на 600 транспортних засобів. В аеропорту є широкий вибір магазинів, ресторанів, кафе та магазинів безмитної торгівлі як у зонах вильоту, так і в зонах прибуття. Термінал 1 містить п'ять залів, спа, лаунж-зали. Термінал 1 експлуатує телетрапи, здатні приймати 12 літаків одночасно. Два з них призначені для розміщення найбільшого в світі пасажирського літака Airbus A380.
Чотирирівневу інженерну концепцію Терміналу 1 розробила компанія Arup Group у 2010 році з трикутною формою та напівпрозорим дахом. Інтер’єр, розроблений турецькою компанією AUTOBAN, має серію «коконів» з дубового шпону. У терміналі 1 є система обробки багажу Vanderlande, а також обладнання L-3 для ретельного огляду багажу та сканери, призначені для отримання багатошарового зображення внутрішньої структури об’єкта. 30 ескалаторів Schindler і 21 ліфт встановлено в терміналі 1. Термінал 1 обладнано системою управління будівлею (BMS), яка призначена для автоматизації процесів і операцій, які реалізуються в сучасних будівлях і є технічною основою так званих інтелектуальних будівель. Також Термінал 1 обладнаний окремою системою ресурсного забезпечення, такого як електрика, освітлення, вентиляція, опалення, кондиціонування, водопостачання та каналізація.

### Термінал 2
Архітектор Віктор Денисов є автором проєкту терміналу 2, який наразі обслуговує як внутрішні рейси (південний вхід), так і міжнародні рейси бюджетних авіакомпаній (північний вхід). Проєкт був удостоєний першої премії на конкурсі в 1981 році і був реалізований в 1989 році.

## Авіалінії та напрямки, вересень 2023

### Пасажирські
| Авіакомпанія                    | Пункт призначення |
| ------------------------------- | --- |
| Aegean Airlines                 | Афіни |
| Aeroflot                        | Москва-Шереметьєво |
| Air Arabia                      | Абу-Дабі,Шарджа |
| Air Astana                      | Алмати, Нур-Султан |
| Air Cairo                       | Шарм-ель-Шейх |
| airBaltic                       | Сезонний: Рига |
| AnadoluJet                      | Анкара, Анталія, Стамбул-Сабіха Гьокчен |
| Arkia                           | Сезонний: Тель-Авів |
| Azerbaijan Airlines             | Алмати, Анкара, Барселона, Бахрейн, Відень, Габала, Гянджа, Даммам, Делі, Джидда, Дубай, Душанбе, Женева, Ісламабад, Карачі, Кувейт, Лахор, Лондон-Гітроу, Медина, Мілан-Мальпенса, Москва-Внуково, Москва-Домодєдово, Нахічевань, Нур-Султан, Париж-Шарль де Голль, Пекін — Шоуду, Прага, Ріяд, Самарканд, Санкт-Петербург, Стамбул, Стамбул-Сабіха ГьокченТашкент, Тегеран, Тель-Авів Сезонний: Анталія, Батумі, Бодрум, Газіпаша, Даламан, Ізмір, Шарм-ель-Шейх, Тиват, Трабзон Сезонний чартер: Ель-Касим, Ель-Хуфуф |
| Azimuth                         | Астрахань, Мінеральні Води, Сочі |
| Belavia                         | Мінськ |
| Buta Airways                    | Анкара, Астрахань, Батумі, Даммам,, Стамбул–Сабіха Гекчен, Ізмір, Казань, Мінеральні Води, Москва-Внуково, Одеса, Ріяд, Ст. Петербург, Тбілісі, Тегеран–Імам Хомейні, Уфа Сезонний: Газіпаша, Ізмір, Софія |
| China Southern Airlines         | Урумчі |
| Etihad Airways                  | Абу-Дабі |
| flyadeal                        | Сезонний: Джидда |
| FlyArystan                      | Актау, Нур-Султан |
| flydubai                        | Дубай |
| flynas                          | Сезонний: Даммам, Ріяд |
| Gulf Air                        | Бахрейн |
| IndiGo                          | Делі |
| IrAero                          | Челябінськ, Оренбург, Ростов-на-Дону Сезонний: Єкатеринбург |
| Iran Air                        | Тебриз, Тегеран–Імам Хомейні |
| Iraqi Airways                   | Багдад, Ербіль, Сулейманія |
| Jazeera Airways                 | Кувейт |
| Kuwait Airways                  | Кувейт |
| LOT Polish Airlines             | Варшава-Шопен |
| Lufthansa                       | Франкфурт |
| Mahan Air                       | Тегеран–Імам Хомейні |
| NordStar                        | Самара, Уфа |
| Nordwind Airlines               | Владикавказ, Казань, Мінеральні Води, Нижній Новгород, Оренбург, Перм, Санкт-Петербург, Самара, Сочі, Уфа |
| Pakistan International Airlines | Ісламабад, Карачі, Лахор |
| Pegasus Airlines                | Газіпаша, Анкара, Ізмір, Стамбул-Сабіха Гьокчен |
| Qatar Airways                   | Доха |
| Red Wings Airlines              | Жуковський, Єкатеринбург |
| Salam Air                       | Сезонний: Маскат |
| SCAT                            | Актау Сезонний: Шарм-ель-Шейх |
| Smartavia                       | Ст Петербург |
| Turkish Airlines                | Анкара, Стамбул-Аеропорт Сезонний: Анталія |
| Ural Airlines                   | Єкатеринбург, Калуга, Красноярськ, Мінеральні Води, Омськ, Перм, Самара |
| UTair Aviation                  | Москва-Внуково, Сургут, Тюмень |
| Uzbekistan Airways              | Ташкент |
| Wizz Air                        | Абу-Дабі, Будапешт, Рим-Ф'юмічіно |

### Вантажні
| Авіакомпанія          | Пункт призначення |
| --------------------- | --- |
| Aerotranscargo        | Франкфурт-Ган |
| Nippon Cargo Airlines | Токіо-Наріта |
| Silk Way Airlines     | Актау, Амстердам, Атирау, Багдад, Баграм, Бішкек, Дака, Дубай, Франкфурт, Гонконг, Стамбул-Ататюрк, Стамбул-Сабіха Гекчен, Кабул, Кандагар, Кувейт, Куала-Лумпур, Лондон-Станстед, Люксембург, Маастрихт, Мілан-Мальпенса, Москва-Шереметьєво, Сеул-Інчхон, Шанхай-Пудун, Тбілісі, Тегеран-Імам Хомейні, Тель-Авів, Урумчі, Чикаго-О'Хара |

## Інфраструктура
Готелі
На території аеропорту функціонує 5-зірковий готель Sheraton, має в своєму розпорядженні 205 номерами.
Діти
У міжнародному терміналі аеровокзалу є кімната для матері та дитини, ігровий майданчик для пасажирів з дітьми, а також пеленальний стіл.
Умови для людей з обмеженими фізичними можливостями
В аеропорту особам з обмеженими фізичними можливостями надають індивідуальну допомогу, організовані спеціальні місця для автомобілів, організовані довідкові та реєстраційні столи, медичний пункт працює цілодобово. Посадка (висадка з борту) на борт повітряного судна при необхідності здійснюється за допомогою амбулаторного ліфта (амбуліфт). Пасажири пройшли реєстрацію проводяться співробітниками аеропорту в зал очікування, а потім до виходу для посадки на борт літака.

## Транспорт
Автобус та таксі
Автобуси, що належать BakuBus, працюють 24 години на добу від станції метро «28 травня» до Бакинського аеропорту за маршрутом H1.
Автобуси ходять протягом 30 хвилин вранці та з інтервалом на 1 годину вночі.
Можна приїхати на приватному таксі з Баку в аеропорт (та в зворотному напрямку) протягом 20 хвилин.